# Railroad Commission of Texas
De Railroad Commission of Texas (RRC) is de overheidsinstelling van de Amerikaanse staat Texas die de olie-industrie en mijnbouw reguleert. Ondanks de naam reguleert het de spoorwegen niet meer. De commissie werd in 1891 wel met dat doel opgericht.
In de loop der jaren werden de taken van de commissie uitgebreid met het toezicht over pijpleidingen, olie- en gasproductie, busvervoer en vrachtverkeer. Vooral door de rol in de olieproductie werd de RRC een zeer machtige instelling, zeker voor een niet-federale overheidsinstelling.
Dit begon met het beperken van de olieproductie om olievelden te behouden, aangezien deze door de vele independents nog weleens vernield werden door een te hoge productie. Daardoor werd de reservoirdruk onherstelbaar laag en stopte een veld vroegtijdig met produceren. Al snel werd de productiebeperking echter ook gebruikt om de prijs hoog te houden, vooral na de ontdekking van het enorme Oost-Texasveld in 1930. De olieprijs daalde daarop sterk, waarna de Railroad Commission of Texas overging tot prorating waarbij elke boorput een quotum kreeg opgelegd. Aangezien Texas de grootste olieproducerende staat was, werd de staatscommissie de belangrijkste op dat gebied in de Verenigde Staten, al werkte het wel samen met andere staatscommissies in de Interstate Oil Compact Commission.
Doordat de internationale olieprijs door de grote oliemaatschappijen tijdens de Achnacarry-overeenkomst van 1928 aan de Texaanse olie was gekoppeld, bleek de Railroad Commission of Texas in staat om enkele decennia lang een zeer sterke invloed te hebben op de olieprijs. Met de toenemende invloed van OPEC nam de invloed van de commissie echter af. Het prorating-model van de commissie had echter wel model gestaan voor dat van de OPEC.